# Sabricho Ier
Sabricho Ier fut le trente-et-unième catholicos de l'Église de l'Orient, intronisé le 19 avril 596 et mort en août ou septembre 604.
Sa vie est retracée assez longuement par la Chronique de Séert (II, § 65 sqq.) et par une Vie intitulée Histoire des actes de Mar Sabricho, catholicos-patriarche et due à un supérieur du monastère de Beth 'Abhé nommé Pierre (non mentionné par Thomas de Marga).

## Biographie
Il était né avant 524 dans un village appelé Pirozabad de la province de Kirkouk (Beit Garmaï). Son père était un berger chrétien. À l'adolescence, il devint étudiant de l'École de Nisibe, où enseignait le grand « Interprète » Abraham de Beth Rabban. Après sa scolarité, il entra dans un monastère situé près du mont Qardou où il resta neuf ans, puis il fut ermite pendant cinq ans sur une montagne dite de Cha'ran. Le bruit des miracles qu'il accomplissait se répandant, il dut ensuite changer de séjour pour échapper aux visiteurs importuns. Sous le pontificat d'Ichoyahb Ier, il fut consacré évêque de Lachom par Bokhticho, métropolite de Kirkouk.
La réputation de sainteté de Sabricho ne fit que grandir. En 594, l'émir des Lakhmides, Nu'man III, dont la tribu et les deux sœurs, Hind et Marie, adhéraient déjà au christianisme, décida de se convertir à son tour, mais il fut tiraillé entre les nestoriens et les jacobites, les deux Églises rivales étant présentes dans sa capitale, Hira. L'évêque nestorien de la ville, Siméon, écrivit alors au catholicos pour qu'il lui envoie Sabricho de Lachom, et c'est celui-ci qui obtint le ralliement de l'émir lakhmide à l'Église d'Orient (en le guérissant d'une maladie selon l'hagiographie).
À la mort d'Ichoyahb Ier, Sabricho fut désigné catholicos par le roi Khosrô lui-même, dont il s'était attiré la bienveillance. Il fut intronisé en grande pompe le jeudi saint de l'an 596 et reçu par le roi en son palais le jour même. Ce fut historiquement le premier ancien moine à accéder à cette dignité.
Plusieurs chrétiens nestoriens occupaient des postes importants dans l'entourage du roi, dont l'épouse préférée, Chirin, était chrétienne. Il y avait notamment l'astrologue Aba de Kachkar, et surtout le premier médecin du roi, Gabriel de Singar. Mais Sabricho s'aliéna celui-ci en l'excommuniant pour bigamie, et en repoussant jusqu'à sa mort toutes les intercessions du roi. Le médecin abandonna alors l'Église d'Orient pour se faire jacobite, et il devint désormais l'implacable ennemi des nestoriens. Il convainquit probablement la reine Chirin de changer aussi d'Église.
Une grande cause de trouble dans l'Église pendant le pontificat de Sabricho fut la dissidence de Hénana d'Adiabène, directeur de l'École de Nisibe, qui s'écartait de l'enseignement de Théodore de Mopsueste, base de la théologie de l'Église de l'Orient. Peu après son avènement, Sabricho tint un synode qui excommunia « ceux qui prétendent que le péché est gravé dans la nature de l'homme », « ceux qui soutiennent que la nature d'Adam a été créée immortelle à l'origine » (positions contraires à celles de Théodore) et « ceux qui retranchent de la liturgie les litanies et hymnes composées par les vrais docteurs de la foi ». Ces anathèmes visent les partisans de Hénana, pourtant indéboulonnable à la tête de l'École de Nisibe. Le même synode poursuivit la réforme de la vie monastique entreprise sous l'impulsion d'Abraham de Kachkar et condamna les moines messaliens.
Le savant évêque Grégoire de Kachkar, fondateur de plusieurs écoles, avait été fait métropolite de Nisibe à peu près dans le même temps que Sabricho devint catholicos. Il entra en conflit avec Hénana dont il condamna plusieurs écrits comme hérétiques. Le directeur de l'école fit semblant de se soumettre, mais l'intransigeant métropolite s'aliéna aussi les puissants médecins chrétiens du roi en en excommuniant certains pour bigamie (notamment un certain Abraham de Nisibe). Il écrivit au catholicos pour lui dénoncer l'hérésie de Hénana, mais ce dernier agissait également de son côté. Sabricho, dans des circonstances très obscures, trancha en faveur du directeur et le maintint à son poste (bien qu'il eût visiblement condamné ses positions en synode). Ce fut Grégoire qui dut quitter Nisibe (et qui vit la succession du catholicos lui échapper en 605, à cause des haines puissantes qu'il avait soulevées). Indignés, trois cents maîtres et étudiants de l'École de Nisibe la quittèrent avec éclat, en procession et en chantant des cantiques, tandis qu'une vingtaine d'adultes seulement, et autant d'enfants, restaient auprès de Hénana.
Juste un an après le départ de Grégoire, les habitants de Nisibe se soulevèrent et massacrèrent leur marzban (gouverneur). Khosrô envoya contre eux son général Nakwergan accompagné de Sabricho et de plusieurs autres évêques. Le catholicos, sur une assurance du général, harangua les habitants et leur garantit que s'ils ouvraient leurs portes ils auraient la vie sauve. Ils lui obéirent, et aussitôt les soldats perses se précipitèrent dans la ville et massacrèrent tous ceux qu'ils purent trouver. Sabricho fut paraît-il très affecté par ces événements. Selon la Chronique de Séert, pour avoir désavoué le métropolite Grégoire, il fut privé par Dieu de son don de prophétie. 
Toujours selon la Chronique de Séert, Sabricho Ier entretint d'importantes relations avec l'empereur byzantin Maurice et le patriarche Cyriaque de Constantinople : il eut une correspondance nourrie avec l'empereur, qui envoya un artiste pour le peindre et lui fit demander son bonnet pour le placer dans son trésor. Le catholicos envoya à Constantinople son adjoint l'évêque Milas de Senna, à qui fut donné un morceau de la Vraie Croix, tandis que l'évêque byzantin Maroutha séjournait à Séleucie-Ctésiphon. Mais ces relations furent interrompues par le renversement de Maurice par Phocas en novembre 602, et la reprise de la guerre entre les deux empires qui s'ensuivit.
Le roi Khosrô partit en campagne contre Phocas fin 403 ou début 404 et se fit accompagner par Sabricho, l'un des garants de la légitimité de la vengeance qu'il prétendait tirer du meurtre de Maurice. Octogénaire, le catholicos dut s'arrêter à Nisibe où il séjourna pendant quatre mois avant de mourir, le 18 septembre 604 selon la Chronique de Séert, un dimanche d'août selon Élie de Nisibe et Bar-Hebraeus. Il fut embaumé sur l'ordre du roi, puis enseveli dans un couvent qui porta ensuite son nom près de la ville de Karka de Guédan. 